# Eleição municipal de Itapetininga em 2000
A eleição municipal de Itapetininga em 2000 foi o 13.º pleito eleitoral realizado na história do município. Ocorreu oficialmente em 1 de outubro e foi disputada em turno único, dado que Itapetininga por não ter 200 000 eleitores registrados e aptos ao voto, não atende ao critério eleitoral definido pelo inciso II do artigo nº 29 da Constituição Federal para a realização de um 2.º turno caso nenhum dos candidatos à prefeito alcance maioria absoluta dos votos. Neste caso, o(a) vencedor(a) é escolhido por maioria simples.
Segundo dados do Tribunal Superior Eleitoral, 73 920 eleitores compunham o eleitorado itapetiningano apto a votar para eleger 1 prefeito, 1 vice–prefeito e 19 vereadores para a Câmara Municipal em 2000.

## Candidaturas oficiais
Foi a partir desta eleição que passou a vigorar no âmbito municipal a Lei n.º 9100/1995, responsável por regulamentar as atividades desempenhadas pelos partidos políticos, estabecendo dentre outras regras a possibilidade de formação de coligações partidárias tanto para as eleições majoritárias que escolhem os prefeitos quanto para as eleições proporcionais de lista aberta que escolhem os vereadores.
| Nº | Nome                    | Partido | Vice                  | Coligação                                                                  | Situação   |
| -- | ----------------------- | ------- | --------------------- | -------------------------------------------------------------------------- | ---------- |
| 13 | Geraldo Macedo          | PT      | Mônica Ricardo (PT)   | partido isolado                                                            | Não eleito |
| 23 | Darcy Pereira de Moraes | PPS     | Laís Vieira (PPS)     | partido isolado                                                            | Não eleito |
| 43 | José Carlos Tardelli    | PV      | Zito Prestes (PSD)    | Unidos por Itapetininga (PV / PSD / PTB / PCdoB)                           | Não eleito |
| 45 | Ricardo Barbará         | PSDB    | Edson Giriboni (PSDB) | Itapetininga: o Futuro ao seu Alcance (PSDB / PMDB / PPB / PDT / PL / PFL) | Eleito     |

## Resultados eleitorais

### Prefeito(a) eleito(a)
| Candidatos a prefeito(a)   | Candidatos a prefeito(a)      | Candidatos a vice-prefeito(a) | Votação | Votação     |
| Candidatos a prefeito(a)   | Candidatos a prefeito(a)      | Candidatos a vice-prefeito(a) | Total   | Porcentagem |
| -------------------------- | ----------------------------- | ----------------------------- | ------- | ----------- |
|                            | Ricardo Barbará (PSDB)        | Edson Giriboni (PSDB)         | 30 963  | 55,21%      |
|                            | José Carlos Tardelli (PV)     | Zito Prestes (PSD)            | 18 728  | 33,39%      |
|                            | Geraldo Macedo (PT)           | Mônica Ricardo (PT)           | 5 456   | 9,73%       |
|                            | Darcy Pereira de Moraes (PPS) | Laís Vieira (PPS)             | 934     | 1,67%       |
| Total de votos válidos     | Total de votos válidos        | Total de votos válidos        | 56 081  | 56 081      |
| Votos apurados             |                               |                               |         |             |
| Votos válidos              | Votos válidos                 | Votos válidos                 | 56 081  | 88,12%      |
| Votos em branco            | Votos em branco               | Votos em branco               | 2 908   | 4,57%       |
| Votos nulos                | Votos nulos                   | Votos nulos                   | 4 650   | 7,31%       |
| Total de votos apurados    | Total de votos apurados       | Total de votos apurados       | 63 639  | 63 639      |
| Participação do eleitorado |                               |                               |         |             |
| Comparecimentos            | Comparecimentos               | Comparecimentos               | 63 639  | 86,09%      |
| Abstenções                 | Abstenções                    | Abstenções                    | 10 281  | 13,91%      |
| Total de eleitores aptos   | Total de eleitores aptos      | Total de eleitores aptos      | 73 920  | 73 920      |
| Fonte: Fundação SEADE      |                               |                               |         |             |

### Vereadores (re)eleitos
No sistema proporcional, pelo qual são eleitos os vereadores, o voto dado a um candidato é primeiro considerado para o partido ao qual ele é filiado. O total de votos de um partido é que define quantas cadeiras ele terá. Definidas as cadeiras, os candidatos mais votados do partido são chamados a ocupá-las. Abaixo encontram-se os candidatos a vereador eleitos, reeleitos e os que ficaram como suplentes para a 13.ª legislatura, iniciada em 1 de janeiro de 2001 e concluída em 31 de dezembro de 2004.
| Nº    | Nome                 | Partido | Coligação              | Votos Totais | Porcentagem | Situação    |
| ----- | -------------------- | ------- | ---------------------- | ------------ | ----------- | ----------- |
| 17699 | Toninho Marconi      | PSL     | sem coligação          | 1 431        | 2,48%       | Eleito(a)   |
| 11611 | Fernando Rosa        | PPB     | PSDB / PFL / PDT / PPB | 1 227        | 2,13%       | Reeleito(a) |
| 45045 | Celso Thibes         | PSDB    | PSDB / PFL / PDT / PPB | 1 197        | 2,08%       | Eleito(a)   |
| 12345 | Rafael Martins       | PDT     | PSDB / PFL / PDT / PPB | 1 158        | 2,01%       | Reeleito(a) |
| 41677 | Jorge Cândido        | PSD     | PV / PSD / PTB / PCdoB | 1 103        | 1,91%       | Eleito(a)   |
| 22610 | José Rolim Pinto     | PL      | PL / PMDB              | 1 089        | 1,89%       | Eleito(a)   |
| 13666 | Fuad                 | PT      | sem coligação          | 1 077        | 1,87%       | Eleito(a)   |
| 13500 | Therezinha Matarazzo | PT      | sem coligação          | 1 058        | 1,84%       | Suplente    |
| 41601 | Nino                 | PSD     | PV / PSD / PTB / PCdoB | 1 023        | 1,78%       | Eleito(a)   |
| 14690 | Eduardo Tsukamoto    | PTB     | PV / PSD / PTB / PCdoB | 973          | 1,69%       | Reeleito(a) |
| 45650 | José Vicente         | PSDB    | PSDB / PFL / PDT / PPB | 966          | 1,68%       | Reeleito(a) |
| 45610 | Geraldo Corrêa       | PSDB    | PSDB / PFL / PDT / PPB | 961          | 1,67%       | Eleito(a)   |
| 41690 | Jair Sene            | PSD     | PV / PSD / PTB / PCdoB | 845          | 1,47%       | Eleito(a)   |
| 12444 | José Aristeu         | PDT     | PSDB / PFL / PDT / PPB | 837          | 1,45%       | Eleito(a)   |
| 25660 | Hiram Jr.            | PFL     | PSDB / PFL / PDT / PPB | 820          | 1,42%       | Reeleito(a) |
| 45110 | Jacó Sardela         | PSDB    | PSDB / PFL / PDT / PPB | 798          | 1,39%       | Eleito(a)   |
| 12625 | Laércio Cabelereiro  | PDT     | PSDB / PFL / PDT / PPB | 755          | 1,31%       | Suplente    |
| 22671 | Davino Policial      | PL      | PL / PMDB              | 749          | 1,30%       | Eleito(a)   |
| 45678 | Wilson do Bombeiro   | PSDB    | PSDB / PFL / PDT / PPB | 732          | 1,27%       | Suplente    |
| 12650 | José Ribeiro         | PDT     | PSDB / PFL / PDT / PPB | 690          | 1,19%       | Suplente    |
| 11644 | Marcio Camilo        | PPB     | PSDB / PFL / PDT / PPB | 651          | 1,13%       | Suplente    |
| 12369 | Florival Batista     | PDT     | PSDB / PFL / PDT / PPB | 623          | 1,08%       | Suplente    |
| 43400 | Adilson Ramos        | PV      | PSDB / PFL / PDT / PPB | 609          | 1,06%       | Eleito(a)   |
| 43333 | Benê Rolim           | PV      | PV / PSD / PTB / PCdoB | 599          | 1,04%       | Suplente    |
| 45022 | Rubens Corrêa        | PSDB    | PSDB / PFL / PDT / PPB | 598          | 1,04%       | Suplente    |
| 17667 | Antonio Carlos       | PSL     | sem coligação          | 570          | 0,99%       | Reeleito(a) |
| 45111 | Araci Bonifácio      | PSDB    | PSDB / PFL / PDT / PPB | 563          | 0,98%       | Suplente    |
| 12123 | Ricardo Conegundes   | PDT     | PSDB / PFL / PDT / PPB | 531          | 0,92%       | Suplente    |
| 22662 | Iraci de Oliveira    | PL      | PL / PMDB              | 529          | 0,92%       | Eleito(a)   |